# 田螺山遗址
30°01′26.8″N 121°22′45.0″E / 30.024111°N 121.379167°E
田螺山遗址是属于河姆渡文化的一处古遗址，位于浙江省余姚市三七市镇相岙村，发现于2001年，曾入选“2008年中国十大考古新发现”初选名单。经考古证实，遗址年代约为距今7000年-5500年。由于其地面环境、地下遗存保存较为完好，被称为“第二河姆渡”。

## 发掘过程
田螺山遗址发现于2001年。当时，一家热处理厂在打井时发现陶片、动物骨骼和木头。随后，文物部门对当地进行了发掘，认为遗址时间不晚于河姆渡文化第二期，且形式与河姆渡文化类似。2004年2月至6月的大规模发掘证实，该文化遗存出土器物与河姆渡遗址几乎相同，且出现成片干栏式建筑遗迹和较为完整的村落布局。预计遗址总面积达到30000平方米，拥有6个文化层，年代约为7000年-5500年。田螺山遗址现场馆副馆长黄建华表示，田螺山遗址的地面环境在河姆渡文化众多遗址中保存最为完好。

## 特色
田螺山遗址发现了其他遗址不具有的人脸形陶支脚、形似大象头部的陶塑等陶器，这在河姆渡遗址中几乎没有见到。出土的器物中，双耳深腹夹炭陶罐残存部分有近70厘米高，这在浙江省范围内是首次发现。遗址中发现大量鹿角、鱼骨、象牙等动物骸骨和木材、菱角、酸枣等植物遗存，这反映了当时这一地区的自然状况。特别是遗址中发掘出的人为种植古茶树树根和壶形陶器证明，当时很有可能已经人工种植茶树并饮茶。遗址中的干栏式建筑范围和大小证明，当时的先民已经能够挖掘较深的土坑，且能够应用重力与承重力关系的经验进行建筑。根据田螺山发掘的大量稻谷证明，随着时间推移，驯化稻的比例上升，且发现的稻谷并非原始栽培稻。这证明了长江流域稻谷种植历史比预想的更长。这一成果于2009年被美国《科学》杂志收录。

## 保护与展示
2007年，遗址发掘现场建起田螺山遗址现场馆，将遗迹发掘成果与发掘现场进行展示，使参观者能够亲历考古发掘现场。

## 图片
- 文物保护单位碑
- 遗址现场馆
- 现场馆内部
- 干栏建筑基址
- 进行中的发掘工作
- 出土人面形釜支脚
- 出土玉玦
- 出土碳化稻
- 出土骨笛